# Прокопчук Олена Леонідівна
Олена Леонідівна Прокопчук (нар. 21 вересня 1976, Рига, Латвія) — латвійська легкоатлетка, бігунка на довгі дистанції. Переможниця Нью-Йоркського марафону 2005 та 2006 року.

## Біографія
Олена Прокопчук є авторкою шести латвійських рекордів, починаючи з дистанції 3000 м і до марафону. Вона також є учасницею чотирьох Олімпійських ігор 1996, 2000, 2004 та 2016 року.
Прокопчук вигравала Таллінський марафон 2001 року, Паризький марафон — 2002, 2003 та 2009 років. Крім того, вона є переможницею кількох інших забігів на довгі дистанції.

## Особисте життя
1998 року одружилася з Олександрли Прокопчуком. У квітні 2001 року народила сина Віктора.